# Nooitgedacht
Nooitgedacht var en under andra boerkriget omtalad ort i västra Transvaal, nära Pretoria. Efter engelsmännens intåg i Pretoria den 5 juni 1900 och general Redvers Henry Bullers seger över Louis Botha vid Bergendal den 27 augusti nödgades boerna vid Nooitgedacht frige de engelska krigsfångar som de då ännu hade kvar. Vid Nooitgedacht vann 13 december samma år boergeneralen De la Key under gerillakriget en seger över engelske generalen Clements.